# 健力宝

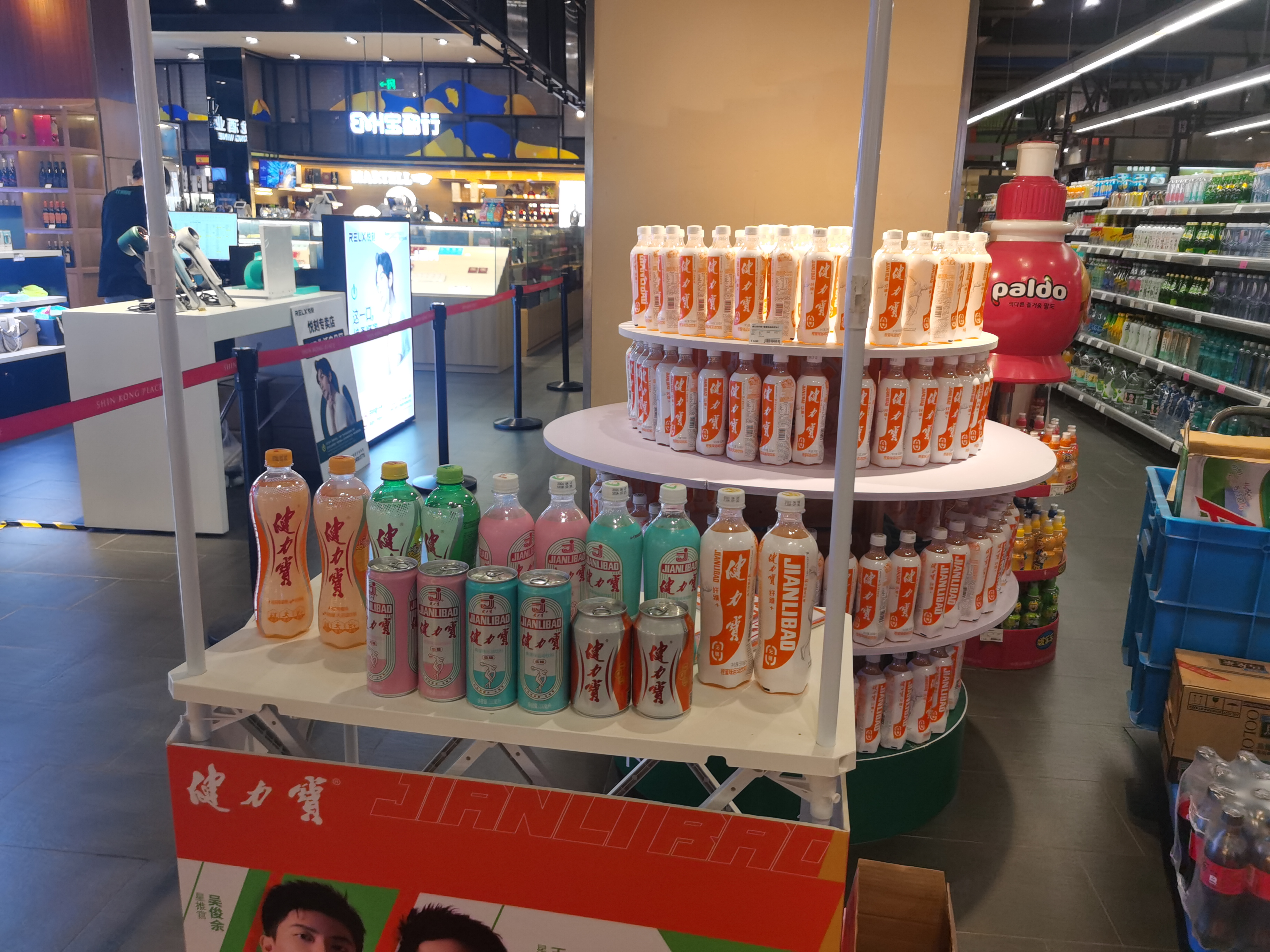
一家超市陈列的各款健力宝产品

健力宝是一种含碱性电解质运动饮料，為中国大陸运动饮料品牌。健力宝目前由广东健力宝股份有限公司拥有品牌和生产。此饮料可以补充流失的水分和电解质，迅速被人体吸收，维持体液酸碱平衡。

## 歷史

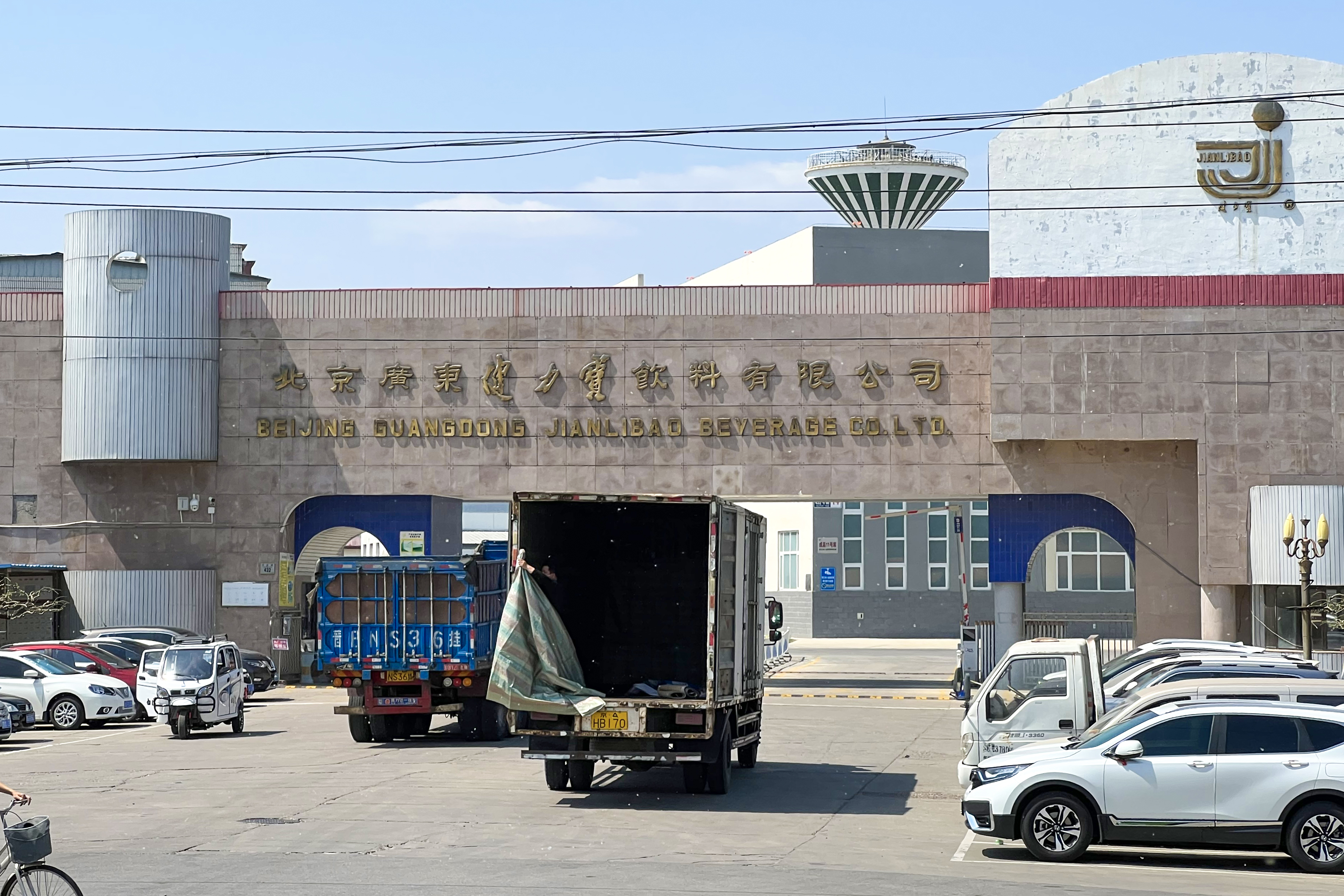
位于北京市怀柔区雁栖地区的北京广东健力宝饮料有限公司

1984年，李經緯任職广东省佛山市三水區的三水酒厂時，以广东体育科学研究所、广东体育医院歐陽孝教授的配方為依據，開發了中国大陸自行生產的首种运动饮料：健力寶。同年健力寶在第23届洛杉矶奥运会上成为中国奥林匹克运動會代表团选用饮料，一炮打响，被誉为“中国魔水”。
2002年1月15日，三水市政府向浙江省國際信托投資公司（浙江國投）售出健力寶75%的股份，作價3.38億元人民幣（北大方正为实际出资人），28歲的「藏密大師」及浙江國投總裁張海出任集團董事長兼總裁。2002年5月11日，三水区政府、浙江国投、北大方正以及张海达成重新收购协议：如果张海能够在5月13日前将2.38亿元汇至佛山市三水区公有资产投资管理有限公司(以下简称三水公投)的账户，那么浙江国投就退出收购，由张海受让健力宝集团股权。由于北大方正不再同意由张海管理健力宝集团，2002年5月12日，裕兴科技负责人祝维沙将相当于2.38亿人民币的约2.25亿港元汇至三水公投，三水公投将浙江国投已支付的2.38亿元购股款退还，张海收购成功。
2004年8月23日，因經營業績不佳，健力宝董事会决定并经三水公投的同意，免去張海健力寶集團董事長兼總裁職務，仅留董事身份；改由裕兴科技董事长祝維沙接任總裁，祝维沙以及他控制的金裕兴管理团队立即接管了健力宝全面掌控公司经营大权。裕兴科技的附属公司与健力宝于2004年8月10日签订转让协议，以2.17亿元收购深圳市江南实业发展有限公司（持有平安保险员工股）的10.435%的权益。9月22日，三水的金融机构召开联席会议，要求健力宝须于六日内还清各金融机构欠息及到期信用证，否则将集体起诉。9月27日，三水区政府召集健力宝董事会成员要求后者拿出时间表和解决方案。祝維沙找到了台湾统一集团作为战略投资人。2004年11月6日至11月15日，汇中天恒及北方亨泰两家投资公司受让张海、祝维沙、叶红汉三人在健力宝控股公司的全部股权。其中受让张海90%的股份，股份转让价格为人民币1元；与祝、叶二人分别签订协议，受让相应股权，祝、叶二人分获5000万元现金。在统一集团收购方案无法满足各方利益时，三水区政府决定与经销商集团合作接管健力宝。
2007年，台灣統一集團收購健力寶貿易有限公司。
2008年底，健力寶成為廣州2010年亞運會的指定運動飲品。
2016年11月28日，统一企业股份有限公司以9.5亿元将佛山市三水健力宝贸易有限公司100%股权转让给中信资产管理有限公司旗下的北京淳信资本管理有限公司。

## 相關人物下場
- 李經緯：1984年起擔任佛山三水酒廠廠長。2011年11月9日，被廣東省佛山市中級人民法院以貪污罪一審判處15年徒刑，並沒收個人財產15萬元人民幣。2013年4月22日在三水病逝。
- 張海：2002-2004年擔任健力寶董事長兼總裁，2005年3月24日被拘捕，2007年2月，被佛山市中級人民法院以職務侵佔罪、挪用資金罪兩項罪名一審判處有期徒刑15年。2008年9月，二審改判有期徒刑10年。2011年初以假造「立功」材料而獲提前出獄，後逃往境外。
- 祝維沙：2004年8月擔任健力寶董事長兼總裁。2005年3月被羁押。2006年8月取保候审，2007年9月免于起诉。

## 健力宝足球青年队
1992年4月25日，中国足协与健力宝集团签订协议，正式将组建健力宝队的工作提上日程。同年，在天津与大连两个赛区对全国1977～1978年龄段的小运动员进行选拔。选拔出的80多人赴北京进行第二轮的筛选，然后选出40多人到梧州进行冬训兼最后的选拔，最后入选的22人于1993年赴北京，11月从北京飞赴巴西圣保罗。这22人是：李金羽、郝伟、李健、张永海、商毅、隋东亮、邱卫国、孙治、黄勇、王文华、姜涛、张效瑞、张然、余顺平、刘林、李铁、韩涛、杨晓平、王磊、鲍文杰、陈文奎、郑焱。教练员为朱广沪、李辉和刘志才。经费：90万美元。全队驻扎于远离圣保罗的一个小山庄，条件很恶劣，训练用场地也是队员与教练亲手整理出来的，基本与山外的社会绝缘。共参加了165场比赛。
- 1995年7月6日，健力宝青年队第一次回国，在秦皇岛1比0胜天津联队，李金羽攻入唯一一球，健力宝一战成名。之后先后在保定、长沙、武汉等地参加了26场比赛，战绩为21胜5平1负。
- 1996年3月28日，健力宝青年队第二次赴巴西，此次重返巴西，杨晓平、韩涛、王磊、陈文奎和余顺平留在了国内，补充了七名队员，他们是陶伟、李玮锋、郑斌、常卫巍、马永康、姚立和邱忠辉。到巴西之后，全队驻扎于瓜拉尼俱乐部，条件有所改进。此次经费：100万美元。全队参加88场比赛，42胜18平28负，成绩令人满意。
- 1997年1月13日，健力宝六小将李铁、李金羽、隋东亮、张效瑞、李玮锋、郝伟被急召回国，加盟中国国家队，助战世界杯外围赛。
- 1997年4月15日，健力宝青年队第二次回国。途中曾与美国青年队比赛，并以0比1告负。出战尼赫鲁金杯赛战绩不佳。出征世青赛，小组赛中2平1负未出线。再战美国大学生运动会：  排名第五。
- 1997年10月25日，健力宝青年队第三次去巴西。驻扎于格鲁基巴竞技俱乐部。经费：60万美元。
- 1998年4月回国。同年8月，健力宝青年队于昆明正式解散，队员回到各自的队中。